# Val-de-Fier
Val-de-Fier là một xã trong tỉnh Haute-Savoie thuộc vùng Rhône-Alpes đông nam Pháp. Its nearest town is Rumilly.

## Geography
The Fier forms most of the commune's south-western border.

## History
Val-de-Fier was formed in 1973 from two different villages: Sion and Saint-André.

## Population
- 1962: 238 inhab.
- 1968: 266 inhab.
- 1975: 256 inhab.
- 1982: 296 inhab.
- 1990: 317 inhab.
- 1999: 389 inhab.
- 2006: 513 inhab.

## Mayors
- Before 1991: Louis Dumont
- 1991 - 2001: Paul Terrier
- Since 2001: Maurice Popp